# Liste des ambassadeurs des États-Unis au Mali
L'ambassadeur des États-Unis au Mali est le représentant officiel du gouvernement des États-Unis auprès du gouvernement de la république du Mali.

## Ambassadeurs
- Thomas Kenneth Wright (1960-1961)
- William Jules Handley (1961-1964)
- Charles-Robert Moore (1965-1968)
- Gilbert Edward Clark (en) (1968-1970)
- Robert O. Blake (en) – Carrière OFS
  - Nommé : 10 décembre 1970
  - Mission terminée : 20 mai 1973
- Patricia M. Byrne (en) – Carrière OFS
  - Nommé : 1976
  - Mission terminée : 1979
- Anne Forrester (en) – Carrière OFS
  - Nommé : 1979
  - Mission terminée : 1981
- Parker W. Borg (en) – Carrière OFS
  - Nommé : 1981
  - Mission terminée : 1984
- Robert Joseph Ryan (1984-1987)
- Robert Maxwell Pringle (en) (1987-1990)
- Herbert Donald Gelber (1990-1993)
- William H. Dameron (1993-1995)
- David P. Rawson (en) (1996-1999)
- Michael Edward Ranneberger (en) (1999-2002)
- Vicki J. Huddleston (en) (2002-2005)
- Terence Patrick McCulley (en) (2005-2008)
- Gillian Milovanovic (en) – Carrière OFS
  - Nomination : 26 septembre 2008
  - Mission terminée : 1er juin 2011
- Mary Beth Leonard (en) – Carrière OFS
  - Nomination : 7 novembre 2011
  - Mission terminée : 22 septembre 2014
- Paul Folmsbee (en) – Carrière OFS
  - Nomination : 23 mai 2015
  - Mission terminée : 2 janvier 2019
- Dennis B. Hankins – Carrière OFS
  - Nomination : 2 janvier 2019
  - Mission terminée :